# Timbro
Timbro – szwedzki, libertariański think tank powstały w 1978 i mający aktualnie swoją główną siedzibę w Sztokholmie. Misją instytutu jest promocja i rozpowszechnianie zasad wolnego rynku, wolności indywidualnej, nieskrępowanej przedsiębiorczości, a także otwartego społeczeństwa. Głównymi polami badań organizacji są reformy socjalne i służby zdrowia, środowisko, kultura, migracja ludności, a także pomoc i rozwój globalny. Organizacja posiada także swoje wyspecjalizowane komórki, którymi są Timbro Media Institute oraz Frivärld- Stockholm Free World Forum.
W 1997 organizacja wzięła udział w powołaniu do życia europejskiej sieci neoliberalnych think tanków pod nazwą Stockholm Network z główną siedzibą w Londynie.
W latach 1997–2005 z think tankiem związany był znany szwedzki historyk i propagator wolnego rynku Johan Norberg.
Timbro prowadzi od 2003 roku roczny program edukacyjny o nazwie Sture Academy. Jest on skierowany do młodych ludzi po 20 roku życia. Nazwa programu wzięła się od Sture Eskilssona, który był jednym z założycieli głównego członu organizacji.
Od 2014 prezesem jest Karin Svanborg-Sjövall, która wcześniej pracowała jako doradca w szwedzkim ministerstwie wyższej edukacji.
W październiku 2014 organizacja została jednym z sześciu członków założycieli nowej europejskiej sieci think tanków o orientacji neoliberalnej pod nazwą European Policy Information Center (EPiCenter), związanej partnerstwem z amerykańską siecią Atlas Network i finansowanej przez brytyjski ośrodek lobbystyczny Institute of Economic Affairs.